# Аџићи
Аџићи су насељено мјесто на подручју града Градишка, Република Српска, БиХ. Према попису становништва из 1991. у насељу је живјело 112 становника.

## Становништво
| Демографија | Демографија | Демографија |
| Година      | Становника  | Становника  |
| ----------- | ----------- | ----------- |
| 1961.       | 171         |             |
| 1971.       | 163         |             |
| 1981.       | 98          |             |
| 1991.       | 112         |             |